# If You Leave (álbum)
If You Leave é o primeiro álbum de estúdio da banda Daughter lançado a 18 Março de 2013. Este álbum recebeu criticas muito positivas e é hoje considerado um dos melhores álbuns de 2013. 
Smother, Human, e Youth são os singles extraídos deste álbum.

## Faixas de música
1. Winter - 4:43
2. Smother - 4:02
3. Youth - 4:13
4. Still - 3:33
5. Lifeforms - 5:35
6. Tomorrow - 4:41
7. Human - 3:32
8. Touch - 4:26
9. Amsterdam - 4:03
10. Shallows - 6:54

## Membros da banda
- Elena Tonra - Voz, guitarra
- Igor Haefeli - Guitarra, baixo
- Remi Aguilella - Bateria, percussão

## References
1. ↑  http://www.bbc.co.uk/music/reviews/jr8r